# オオヒラ航多
オオヒラ 航多（おおひら こうた、1982年8月8日 - ）は、日本の漫画家。

## 経歴
2011年にアフタヌーン四季賞春のコンテスト佳作を『鉄雄よ、屍を超えて行け』で受賞。2013年に『good!アフタヌーン』（講談社）掲載の『あの夏の雲』でデビュー。
2017年から2018年にかけて『月刊アフタヌーン』で『全生物に告ぐ』を連載した。
日本文芸社のWEB漫画サイト『ゴラクエッグ』にて『運び屋・ラバ』を連載。
現在は、『少年ジャンプ+』で『キネマキア』を連載中。

## 作品リスト

### 連載
- 全生物に告ぐ（『月刊アフタヌーン』2018年1月号 - 2019年1月号）
- 運び屋・ラバ（『ゴラクエッグ』2019年7月22日 - 2020年9月23日）
- キネマキア（『少年ジャンプ+』2021年6月21日 - 2022年9月12日）
- 兇人大戦（『マンガTOP』2023年7月14日[5] - 2024年8月9日）

### 読み切り
- あの夏の雲（『good!アフタヌーン』2013年8月号）
- HEAVY-METAL EVIL(『good!アフタヌーン』2016年3月号）
- 運び屋・ラバ（『週刊漫画ゴラク』 2019年4月5日号）
- 運び屋・ラバ（『週刊漫画ゴラク』 2019年7月12日号）

### 書籍
- 『全生物に告ぐ』、講談社〈アフタヌーンKC〉2018年 - 2019年、全2巻
- 『運び屋・ラバ』、日本文芸社〈ニチブンコミックス〉2020年、全2巻
- 『キネマキア』、集英社〈ジャンプ コミックス〉2021年 - 2022年、全4巻
  1. 2021年10月4日発売[6][7]、ISBN 978-4-08-882806-0
  2. 2022年2月4日発売[8]、ISBN 978-4-08-883018-6
  3. 2022年7月4日発売[9]、ISBN 978-4-08-883168-8
  4. 2022年10月4日発売[10]、ISBN 978-4-08-883273-9
- 『兇人大戦』、日本文芸社〈ニチブンコミックス〉2024年、全3巻
  1. 2024年1月18日発売[11][12]、ISBN 978-4-537-14753-7
  2. 2024年4月26日発売[13]、ISBN 978-4-537-14815-2
  3. 2024年9月28日発売[14]、ISBN 978-4-537-14900-5